# Зиммерат
Зиммерат (нем. Simmerath) — община в Германии, в земле Северный Рейн-Вестфалия. Подчиняется административному округу Кёльн. Входит в состав района Ахен. Население составляет 15557 человек (на 31 декабря 2010 года). Занимает площадь 111,430 км². Община подразделяется на 17 сельских округов.